# Голуб Олеся Едуардівна
Олеся Едуардівна Голуб (нар. 26 січня 1993) — українська акторка театру та кіно.

## Життєпис
Олеся Голуб народилась 1993 року. Під час навчання у загальноосвітній школі паралельно відвідувала музичну школу по класу фортепіано. Також володіє народним вокалом (контральто).
У 2010 році вступила до Київського національного університету театру, кіно і телебачення імені Івана Карпенко-Карого. Навчалась у майстерні майстерня Станіслава Мойсеєва. Закінчила ЗВО у червні 2016 року за спеціальністю «актор драматичного театру i кіно».

## Творчість
Працює викладачем акторської майстерності у молодших групах дитячого музичного театру юного актора у Києві.
Дебютувала на телебаченні у 2016 році епізодичною роллю у телесеріалі «Черговий лікар».
Також двічі знімалась у рекламі. Ще під час навчання — у 2014 році знялась у ролі вчительки у соціальному ролику «Україна в серці кожного». Також у 2017 році зіграла роль Роксолани у рекламі «Керуй».

### Театральні ролі
Національний академічний драматичний театр імені Івана Франка
- «Джельсоміно в країні брехунів» (мюзикл, казка)[4].
- «Скупий або школа брехні» (комедія).
- «Безталанна».

### Ролі в кіно
| Рік  |   | Українська назва  | Оригінальна назва | Роль              |
| ---- | - | ----------------- | ----------------- | ----------------- |
| 2019 | с | «Таємниці»        |                   | Ася, головна роль |
| 2018 | с | «Реальна містика» |                   | Ірина             |
| 2017 | с | «Лінія світла»    | Линия света       | епізодична роль   |
| 2017 | с | «Лікар Ковальчук» |                   | Галя              |
| 2016 | с | «Черговий лікар»  |                   | епізодична роль   |

## Нагороди, премії та відзнаки
- Всеукраїнський конкурс читців імені Тараса Шевченка — лауреат I ступеня.